# Massengräber in Kamnik

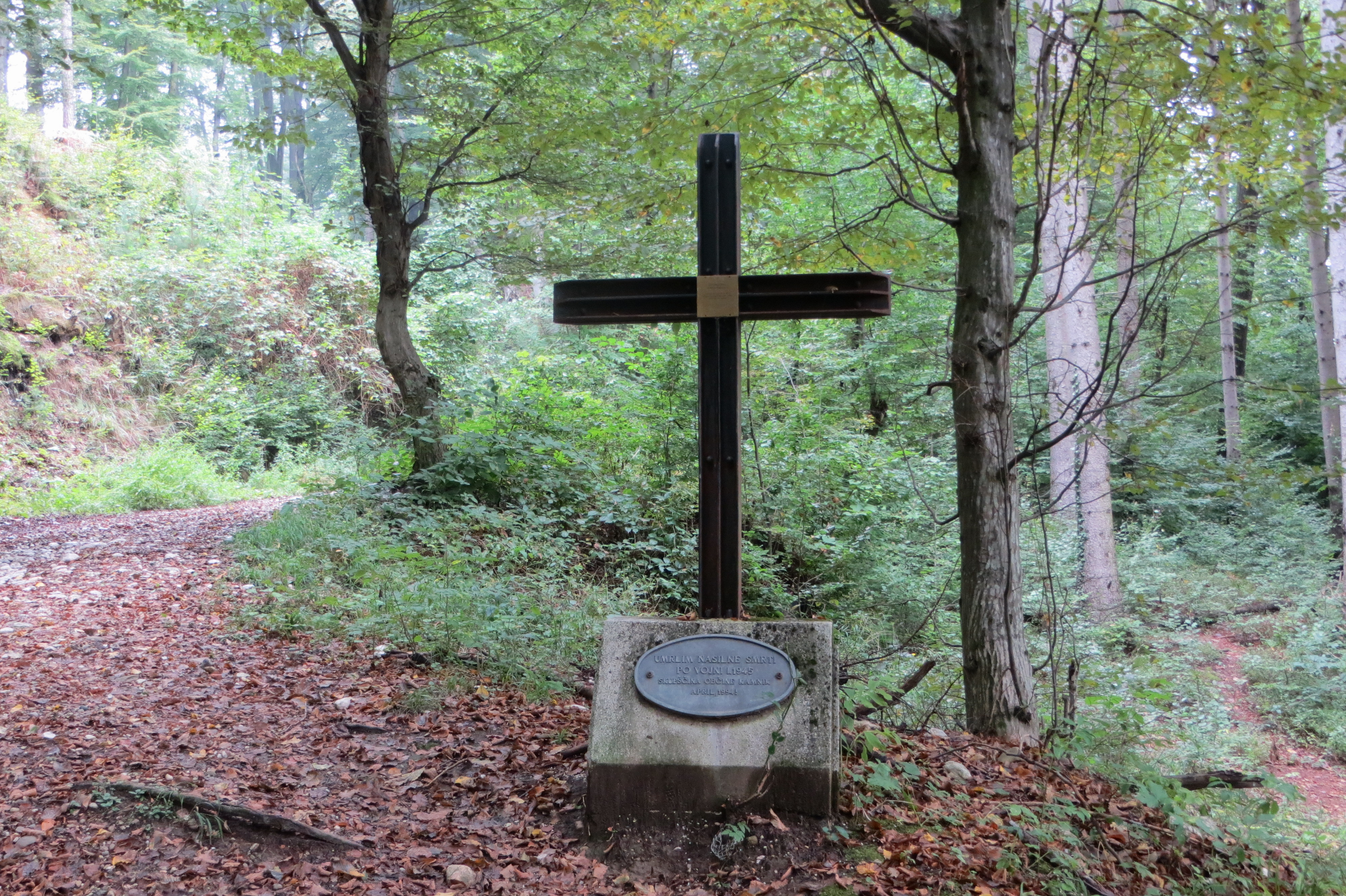
Gedenkstätte Massengrab Podgorje 1

Auf dem Gebiet der Gemeinde Kamnik in Slowenien wurden bisher (Stand 1/2024) 12 Massengräber aus der Zeit des Zweiten Weltkriegs gefunden.

## Kamnik
In der Stadt Kamnik wurde ein Massengrab aus der Zeit unmittelbar nach dem Zweiten Weltkrieg gefunden. 
- Das Massengrab der Cuzak-Wiese (slowenisch: Grobišče Cuzakov travnik) befindet sich im südöstlichen Teil der Stadt, auf einer von einer Straße umgebenen Rasenfläche auf einem Fabrik-Gelände. Das Grab enthält die Überreste mehrerer hundert Soldaten und Zivilisten, hauptsächlich Kroaten, aber auch einiger Serben, die am 11. Mai 1945 ermordet wurden.[1]

## Kamniška Bistrica

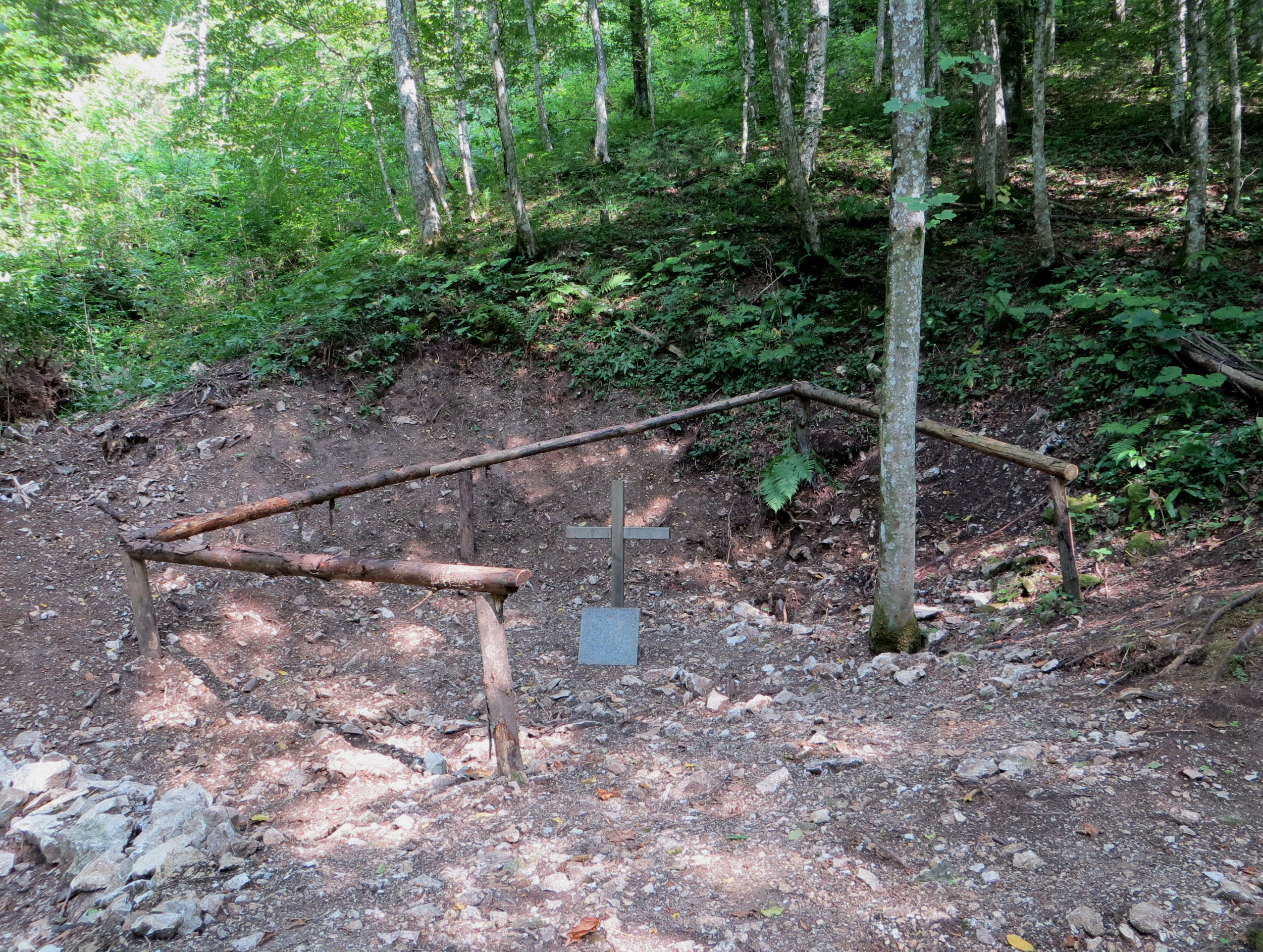
Macesnovec-Massengrab

In Kamniška Bistrica wurden sechs Massengräber aus der Zeit unmittelbar nach dem Zweiten Weltkrieg gefunden. 
Alle Gräber befinden sich entlang der Straße von Stahovica nach Kamniška Bistrica. Einige der Gräber enthalten wahrscheinlich die Überreste einer Lastwagenladung verwundeter kroatischer Soldaten, die am 10. Mai 1945 in die Gegend transportiert wurden. 
- Das Macesnovec-Massengrab (Grobišče Macesnovec) liegt einige Dutzend Meter östlich eines Tourismusschildes. Es war ein deutlich sichtbarer Hügel, der die Überreste vieler Kriegsgefangener enthielt, hauptsächlich Kroaten, aber auch Slowenen.[2][3][4]

- Das Massengrab der Šimen-Rutsche (Grobišče Šimnov plaz) liegt oberhalb der Straße und ist ein deutlich sichtbarer Hügel entlang eines Weges. Es enthält die Überreste vieler kroatischer Flüchtlinge.[5]

- Das Massengrab auf dem Königsberg (Grobišče Kraljev hrib) liegt ein paar Dutzend Meter von den Garagen am Fuße der Seilbahn zum Großen Weideplateau entfernt, auf einer Lichtung unterhalb der Stromleitungen am Mast mit der Aufschrift Č 23. Es enthält die Überreste vieler Kroatische Flüchtlinge.[6]

- Die Massengräber Kopišča 1 und 2 (Grobišče Kopišča 1, 2) sind erhöhte Hügelgräber. Der erste, größere Hügel (6 × 15,5 Meter) liegt unmittelbar hinter einer Gedenkstätte. Der kleinere Hügel misst 6 mal 8 Meter (20 Fuß × 26 Fuß). Sie enthalten die Überreste vieler Kriegsgefangener, hauptsächlich Kroaten und Serben.[7][8] Es wurde ein großes Denkmal errichtet.[3]

- Das Massengrab Dolski Plac (Grobišče Dolski plac) ist ein großer Hügel inmitten einer Fichtenplantage. Es ist durch ein verfallendes Holzkreuz gekennzeichnet und enthält die Überreste einer großen Anzahl überwiegend kroatischer Flüchtlinge.[9]

## Podgorje
In Podgorje wurden vier Massengräber aus der Zeit unmittelbar nach dem Zweiten Weltkrieg gefunden. 
Die Massengräber Podgorje 1–4 (slowenisch: Grobišče Podgorje 1–4) befinden sich auf dem Golaš-Hügel im Weiler Zaprice im nordwestlichen Teil der Siedlung. 
- Das Grab Grobišče Podgorje 1 befindet sich auf der Ostseite des Hügels, auf einem Waldweg auf der Spitze einer kleinen Anhöhe nördlich des Medved-Hofs (Podgorje Nr. 5).

Es enthält die Überreste von sechs Menschen, die im Mai oder Juni 1945 auf der Flucht aus dem Gefangenenlager in der Nähe der Bahngleise erschossen wurden. Es ist auch bekannt Massengrab der Medved-Farm bekannt (Grobišče pri Medvedovi domačiji). Das Grab ist durch ein Metallkreuz und eine bronzene Gedenktafel gekennzeichnet, die 1996 von der Gemeinde Kamnik auf einem Betonsockel angebracht wurde.
Die Gräber Grobišče Podgorje 2 bis 4  liegen im Svetel-Wald (slowenisch: Svetelov gozd) entlang eines Weges am Südhang des Golaš-Hügels, gegenüber dem Dobrava-Hügel. 
- Grab zwei liegt östlich einer Wasserauffanganlage[12],
- Grab drei am Hang einer Erdfalle[13] und
- Grab vier auf der Spitze einer kleinen Anhöhe.[14]

Sie enthalten die Überreste ermordeter Ustaša-Offiziere aus dem Kriegsgefangenenlager in Kamnik. Die Gräber sind auch als „Svetel Woods Postwar Victims Grave“ (Grobišče povojnih žrtev v Svetelovem gozdu) bekannt. Sie sind durch ein Metallkreuz und eine bronzene Gedenktafel gekennzeichnet, die 1994 von der Gemeinde Kamnik auf einem Betonsockel angebracht wurde.

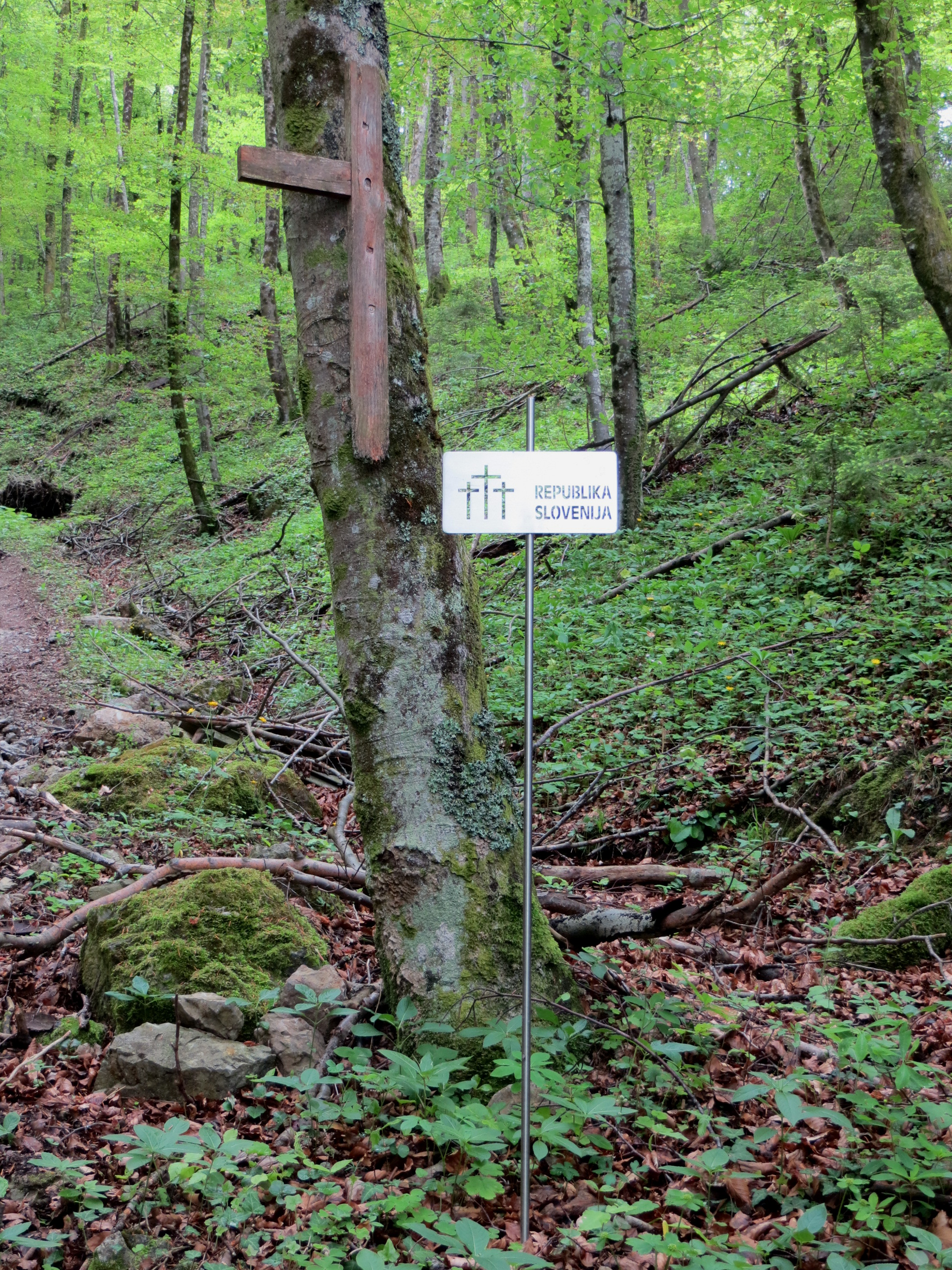
Jevnik-Massengrab in Sidol

## Sidol
In Sidol wurde ein Massengrab aus der Zeit unmittelbar nach dem Zweiten Weltkrieg gefunden. 
- Das Massengrab von Jevnik (slowenisch: Grobišče Jevnik) liegt auf einer Wiese südlich des Weilers Jevnik, etwa 10 Meter von der Straße entfernt. Es enthält die Überreste kroatischer Soldaten, Zivilisten und Slowenen, die in Šmartno v Tuhinju inhaftiert und am 13. Mai 1945 ermordet wurden.[16]